# Frashër
Frashër é uma comuna (em albanês:  komuna) da Albânia localizada no distrito de Përmet, prefeitura de Gjirokastër.

## Localidades
A comuna possui 8 localidades: Frasher, Zavalan, Ogren-kostrec, Gostivisht, Mican, Vercisht, Kreshove e Soropul.